# Krigets sorger
Krigets sorger (original "Than phan cua tinh yeu") är en roman skriven av Bảo Ninh. Den handlar om soldaten Kien som efter ett stort slag får i uppdrag att samla ihop de döda kropparna. Han tänker tillbaka på kriget och det han då upplevde. Författaren deltog själv i kriget och många paralleller finns mellan honom och romanens huvudperson. Boken kom ut 1991 i Vietnam och gavs ut på PAN/Norstedts förlag 1994 till svenska via engelskan "The sorrow of war".